# Tomoka Miyazaki
 (mars 2025).
Tomoka Miyazaki (宮崎友花, Miyazaki Tomoka), née le 17 août 2006 à Osaka, au Japon, est une joueuse de badminton professionnelle, spécialiste du simple dames. Elle devient championne du monde junior de sa discipline en 2022, à l'âge de seize ans.

## Palmarès

### 2022
Aux championnats du monde junior de badminton qui se tiennent à Santander, en Espagne, Tomoka Miyazaki remporte le titre en simple dames. Elle devient la quatrième joueuse japonaise à décrocher ce titre. 

### 2023
Elle remporte l'Indonesia Masters en battant la joueuse thaïlandaise Pornpicha Choeikeewong. 

### 2024
Elle remporte l'Orléans Masters en battant sa compatriote Hina Akechi.